# Bosnien och Hercegovinas antifascistiska kvinnofront

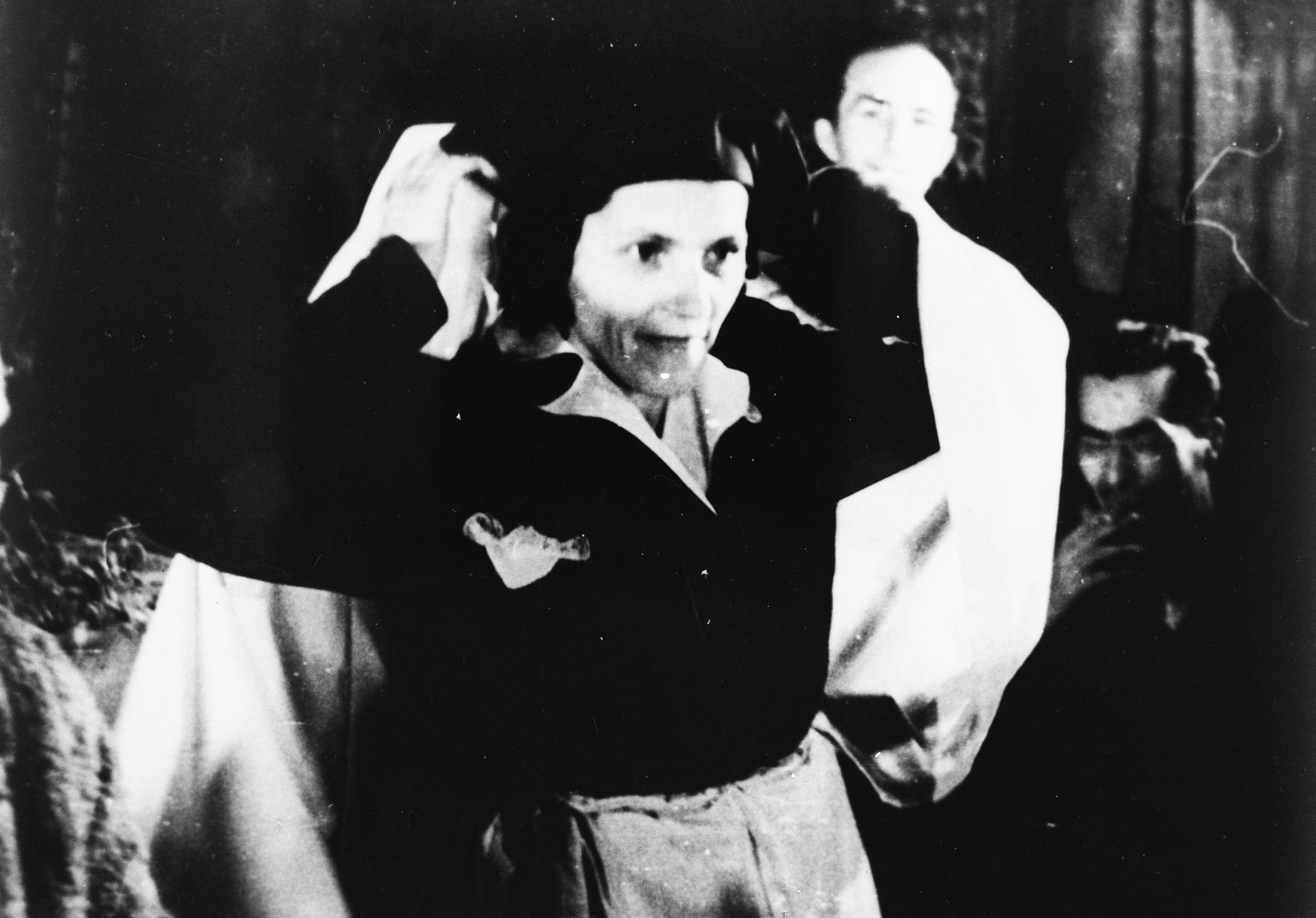
På den lokala antifascistiska kvinnofrontens kongress i Sarajevo 1947 tar Šemsa Kadić demonstrativt av sig sin slöja som en del av den pågående anti-slöjkampanjen.

Bosnien och Hercegovinas antifascistiska kvinnofront (Antifašistički front žena Bosne i Hercegovine/Антифашистички фронт жена Босне и Херцеговине, akronym AFŽ BiH/AФЖ БиХ) var en kvinnoförening aktiv mellan 1942 och 1953 i den dåvarande jugoslaviska delrepubliken Bosnien och Hercegovina.
Den var den jugoslaviska antifascistiska kvinnofrontens lokala avdelning i Bosnien och Hercegovina och spelade en viktig roll i att genomföra jämlikhet mellan könen i Bosnien och Hercegovina enligt kommunistisk modell. Bland dess mest kända kampanjer är den som handlade om avskaffandet av hijab 1947–50.